# Globalni indeks terorizma
Globalni indeks terorizma (engl. Global Terrorism Index) je godišnje izviješće kojeg objavljuje Institut za ekonomiku i mir, australijski think tank. Indeks terorizma razvijen je od strane poduzetnika i informacijskog stručnjaka Stevea Killelea. 
Indeks pokazuje sveobuhvatni sažetak ključnih globalnih trendova i uzoraka terorizma od 2000. godine te proizvodni kompozitni rezultat kako bi se uspješno rangiralo države prema indeksu rizika i utjecaja terorizma. Obuhvaća uzorke i trendove iz 163 države svijeta, odnosno pokriva 99,7% svjetske populacije.
Globalni indeks teorirzma baziran je na podacima koje prikuplja Nacionalni konzorcij studija terorizma i odgovora na teoririzam sveučilišta u Marylandu (Sjedinjene Američke Države). Baza podataka konzorcija sadrži više od 150 000 slučajeva terorizma te je najveća takva baza podataka na svijetu.

## Indeks terorizma 2017.
| Mjesto | Država              | Indeks teorizma |
| ------ | ------------------- | --------------- |
| 1.     | Irak                | 10              |
| 2.     | Afganistan          | 9,441           |
| 3.     | Nigerija            | 9,009           |
| 4.     | Sirija              | 8,621           |
| 5.     | Pakistan            | 8,4             |
| 6.     | Jemen               | 7,877           |
| 7.     | Somalija            | 7,654           |
| 8.     | Indija              | 7,534           |
| 9.     | Turska              | 7,519           |
| 10.    | Libija              | 7,256           |
| 33     | Rusija              | 5,329           |
| 35.    | Velika Britanija    | 5,102           |
| 38.    | Njemačka            | 4,917           |
| 78.    | Bosna i Hercegovina | 2,029           |
| 126.   | Srbija              | 0,043           |
| 130.   | Hrvatska            | 0,029           |

## Vanjske poveznice
- Globalni indeks terorizma 2017.
- Globalni indeks terorizma - karte
- Globalni indeks terorizma 2016  Arhivirana inačica izvorne stranice od 17. studenoga 2019. (Wayback Machine).
- START- Nacionalni konzorcij za proučavanje terorizma i odgovora na terorizam